# Liste von Persönlichkeiten der Eberhard Karls Universität Tübingen
An der Eberhard Karls Universität Tübingen und den mit ihr verbundenen Tübinger Stiften, Evangelisches Stift Tübingen und Wilhelmsstift, haben zahlreiche Berühmtheiten studiert oder gelehrt. Für ein vollständiges Verzeichnis aller in Wikipedia vertretenen Hochschullehrer der Universität Tübingen siehe Kategorie:Hochschullehrer (Eberhard Karls Universität Tübingen). Zudem gibt es die Liste der Rektoren der Universität Tübingen.
Eine Übersicht nach Fachbereichen:

## Theologie
- Jakob Andreae (1528–1590), evangelischer Theologe, Reformator und Kanzler der Eberhard Karls Universität Tübingen
- Alfons Auer (1915–2005), katholischer Theologe, Professor für Moraltheologie
- Carl Bardili (1600–1647), evangelischer Theologe, Professor für Anatomie und  Leibarzt von Herzog Eberhard III.
- Hermann Barth (1945–2017), evangelischer Theologe
- Karl Barth (1886–1968), evangelischer Theologe
- Ferdinand Christian Baur (1792–1860), evangelischer Theologe, Professor für Kirchengeschichte
- Christian Friedrich Baz (1762–1808), evangelischer Theologe, Jurist und Verfechter der Französischen Revolution
- Schalom Ben-Chorin (gebürtig Fritz Rosenthal) (1913–1999), jüdischer Journalist und Religionswissenschaftler
- Otto Betz (1917–2005), evangelischer Theologe, Professor für Neues Testament und Judaistik
- Christoph Blumhardt (1842–1919), evangelischer Theologe
- Dietrich Bonhoeffer (1906–1945), evangelischer Theologe
- Rudolf Bultmann (1884–1976), evangelischer Theologe, Professor für Neues Testament
- Gerhard Ebeling (1912–2001), evangelischer Theologe, einflussreicher Vertreter der hermeneutischen Theologie im 20. Jahrhundert
- Bruno Dreher (1911–1971), katholischer Theologe
- Johannes Eck (1486–1543), katholischer Theologe und Gegenreformator
- Heinrich Georg August Ewald (1803–1875), evangelischer Theologe, Professor für Theologie und Orientalistik
- Jürgen Fliege (* 1947), evangelischer Theologe
- Matthias Freudenberg (* 1962), evangelischer Theologe
- Ernst Fuchs (1903–1983), Professor für Neues Testament
- Franz Xaver von Funk (1840–1907), katholischer Theologe, Professor für [Alten] Kirchengeschichte
- Gebhard Fürst (* 1948), katholischer Theologe, Bischof der Diözese Rottenburg-Stuttgart
- Kurt Goldammer (1916–1997), bedeutender deutscher Religionswissenschaftler
- Anton Graf (1811–1867), katholischer Theologe
- Wolfgang Gramer (* 1942), katholischer Theologe, Pfarrer, Musiker und Autor
- Norbert Greinacher (1931–2022), katholischer Theologe, Professor für Praktische Theologie
- Romano Guardini (1885–1968), katholischer Theologe
- Heike Hänsel (* 1966), katholische Theologin, Politikerin (Die Linke), Bundestagsabgeordnete
- Gottlob Eberhard von Hafner (1785–1858), evangelischer Theologe
- Wilhelm Hahn (1909–1996), evangelischer Theologe, Politiker (CDU), Kultusminister von Baden-Württemberg
- Wilhelm Hauff (1802–1827), evangelischer Theologe, Schriftsteller der Romantik, zählt zur Schwäbischen Dichterschule
- Carl Friedrich Haug (1795–1869), evangelischer Theologe, Professor für Universalgeschichte
- Martin Haug (1895–1983), evangelischer Theologe, Landesbischof der Evangelischen Landeskirche in Württemberg
- Anton Hauser (1840–1913), katholischer Geistlicher und Person der Arbeiterbewegung
- Bruno Heck (1917–1989), katholischer Theologe, Bundesminister (Familie)
- Karl Joseph von Hefele (1809–1893), katholischer Theologe, Bischof der Diözese Rottenburg-Stuttgart
- Georg Wilhelm Friedrich Hegel (1770–1831), evangelischer Theologe, Professur für Philosophie
- Volkmar Herntrich (1908–1958), evangelischer Theologe, Landesbischof der evangelisch-lutherischen Kirche im Hamburgischen Staat
- Johannes von Hieber (1862–1951), evangelischer Theologe, Staatspräsident in Württemberg
- Matthaeus Hiller (1646–1725), evangelischer Theologe, Geistlicher und Abt
- Johann Baptist von Hirscher (1788–1865), katholischer Theologe, Professor für Moraltheologie und Katechese
- Friedrich Hölderlin (1770–1843), evangelischer Theologe, Lyriker
- Wilhelm Holder (1542–1609), evangelischer Theologe, Abt von Maulbronn
- Karl Holl (1866–1926), evangelischer Theologe, Professor für Evangelische Theologie und Kirchengeschichte, Mitglied der preußischen Akademie der Wissenschaften
- Wolfgang Huber (* 1942), evangelischer Theologe, Bischof der Evangelischen Kirche Berlin-Brandenburg-schlesische Oberlausitz und Ratsvorsitzender der Evangelischen Kirche in Deutschland
- Ägidius Hunnius der Ältere (1550–1603), evangelischer Theologe
- Eberhard Jüngel (1934–2021), evangelischer Theologe, Professor für Systematische Theologie, Pour le Mérite
- Ernst Käsemann (1906–1998), lutherischer Theologe, Professor für Neues Testament
- Margot Käßmann (* 1958), evangelische Theologin, Landesbischöfin der Evangelisch-Lutherischen Landeskirche Hannovers und Ratsvorsitzende der Evangelischen Kirche in Deutschland
- Walter Kasper (* 1933), katholischer Theologe, Professor, Kardinal im Vatikan
- Balthasar Käuffelin (um 1490–1559), evangelischer Theologe und Professor
- Paul Wilhelm von Keppler (1852–1926), katholischer Theologe, Bischof der Diözese Rottenburg
- Friedrich Heinrich Kern (1790–1842), evangelischer Theologe, Professor
- Otto Kirn (1857–1911), evangelischer Theologe und Hochschullehrer
- Bertold Klappert (* 1939), evangelischer Theologe, Professor für Systematische Theologie
- Johann Conrad Klemm (1655–1717), evangelischer Theologe
- Otto Knoch (1926–1993), katholischer Theologe, Professor für Biblische Einleitungswissenschaft und Biblische Kerygmatik
- Manfred Kock (* 1936), evangelischer Theologe, Präses und Ratsvorsitzende der Evangelischen Kirche in Deutschland
- Nathanael Friedrich von Köstlin (1776–1855), Professor für Praktische Theologie
- Hans Küng (1928–2021), katholischer Theologe, Professor für Ökumenische Theologie
- Heinrich Lang (1826–1876), evangelischer Theologe
- Karl Joseph Leiprecht (1903–1981), katholischer Theologe, Bischof der Diözese Rottenburg
- Maximilian von Lingg (1842–1930), katholischer Theologe, 78. Bischof von Augsburg
- Franz Xaver von Linsenmann (1835–1898), katholischer Theologe, Professor für Moral- und Pastoraltheologie und Bischofselekt von Rottenburg
- Josef von Lipp (1795–1869), katholischer Theologe, Bischof von Rottenburg.
- Friedrich Losch (1860–1936), evangelischer Geistlicher und Heimatforscher
- Jakob Magirus (1562/1564–1624), Kirchenlieddichter, evangelischer Abt in Lorch
- Christoph Markschies (* 1962), evangelischer Theologe, Professor für Kirchengeschichte und Präsident der Humboldt-Universität Berlin
- Rupert Mayer (1876–1945), katholischer Theologe
- Philipp Melanchthon (1497–1560), Reformator
- Eduard Mörike (1804–1875), evangelischer Theologe, Lyriker
- Jürgen Moltmann (1926–2024), evangelischer Theologe, Professor für Systematische Theologie
- Georg Moser (1923–1988), katholischer Theologe, Bischof der Diözese Rottenburg-Stuttgart
- Josef Motschmann (1952–2016), katholischer Theologe, Pädagoge, Mundartlyriker, Heimatforscher, Hobbyhistoriker, Hobbyschauspieler, Vortragsredner und Autor
- Ludolf Hermann Müller (1882–1959), evangelischer Theologe, Bischof der Evangelischen Kirche der Kirchenprovinz Sachsen
- Karl-Ernst Nipkow (1928–2014), evangelischer Theologe, Religionspädagoge
- Heiko Augustinus Oberman (1930–2001), evangelischer Theologe, Professor für Kirchengeschichte
- Gustav Friedrich Oehler (1812–1872), evangelischer Theologe, Professor für altes Testament
- Richard Puza (* 1943), katholischer Theologe, Professor für Kirchenrecht
- Konrad Raiser (* 1938), evangelischer Theologe, Professor für Systematische Theologie und Generalsekretär des Ökumenischen Rates
- Joseph Ratzinger (jetzt Benedikt XVI.) (1927–2022), katholischer Theologe, Professor, Papst
- Jacob Reihing (1579–1628), evangelischer Theologe, Professor, Konvertit, früherer Jesuit
- Richard von Rieß (1823–1898), katholischer Theologe und Domkapitular
- Philip Schaff (1819–1893), protestantischer Theologe und Kirchenhistoriker
- Friedrich Wilhelm Joseph von Schelling (1775–1854), evangelischer Theologe, Professor
- Lorenz Scheurl (1558–1613), Geistlicher, Theologe und Hochschullehrer in Helmstedt, Student in Tübingen
- Adolf Schlatter (1852–1938), evangelischer Theologe, Professor der Naturphilosophie
- Lukas Schleppel (im 15. Jahrhundert–1519), katholischer Weihbischof in Speyer
- Christian Friedrich Schmid (1794–1852), evangelischer Theologe, Professor für praktische Theologie und Moral
- Hans Schmidt (1877–1953), evangelischer Theologe, außerordentlicher Professor für Altes Testament
- Gerhard Schneider (* 1969), katholischer Theologe, Weihbischof der Diözese Rottenburg-Stuttgart
- Eberhard Schockenhoff (1953–2020), katholischer Theologe
- Klaus Scholder (1930–1985), evangelischer Theologe, Professor für evangelische Kirchengeschichte
- Anselm Schott (1843–1896), katholischer Theologe
- Manfred Schulze (* 1945), evangelischer Theologe, Professor für Kirchengeschichte
- Philipp Gottlieb Seeger (1751–1774), evangelischer Theologe, Schriftsteller und Magister der Philosophie
- Joannes Baptista Sproll (1870–1949), katholischer Theologe, Bischof der Diözese Rottenburg-Stuttgart
- Ernst Steinbach (1906–1984), evangelischer Theologe und Religionsphilosoph, außerordentlicher Professor und Direktor des Instituts für Christliche Gesellschaftslehre
- Theodor Steinbüchel (1888–1949), katholischer Theologe, Rektor der Universität Tübingen
- David Friedrich Strauß (1808–1874), evangelischer Theologe
- Konrad Summenhart (1450–1502), Theologe, Kanonist und Naturphilosoph
- Wilhelm Gottlieb Tafinger (1691–1757), evangelischer Geistlicher, Theologe, Professor an der Universität sowie Generalsuperintendent und Abt von Adelberg
- Paul Tillich (1886–1965), evangelischer Theologe, Professor an der Harvard University
- Otto Umfrid (1857–1920), evangelischer Theologe
- Antje Vollmer (1943–2023), evangelische Theologin
- Magnus Weidemann (1880–1967), evangelischer Theologe, Maler, Grafiker, Fotograf und Autor
- Christian Eberhard Weißmann (1677–1747), evangelischer Theologe und Kirchenhistoriker
- Carl Heinrich Weizsäcker (1822–1899), evangelischer Theologe, Professor, Rektor und von 1889 bis 1899 Kanzler der Universität
- Rudolf Weth (1937–2022), evangelischer Theologe
- Hubert Wolf (* 1959), katholischer Theologe, Professor für Kirchengeschichte
- Christian Gottlieb Wunderlich (1780–1843), evangelischer Theologe, Lehrer, Ephorus

## Sprachwissenschaft
- Ludwig August Boßler (1838–1913), Deutsche und Romanische Philologie
- Martin Crusius bzw. Martin Krauß (1526–1607), Altphilologe und Historiker
- Evelyne Gebhardt (* 1954), Politikerin
- Hans Krahe (1898–1965), Philologe und Sprachwissenschaftler
- August Schleicher (1821–1868), Sprachwissenschaftler
- Hans Ulrich Seeber (1940–2025), Anglist
- Arnim von Stechow (* 1941), Sprachwissenschaftler
- Antonio Tovar (1911–1984), Philologe, Linguist und Historiker

## Rechtswissenschaften
- Asfa-Wossen Asserate (* 1948), Unternehmensberater, Bestsellerautor und politischer Analyst
- Manfred Balz (* 1944), Mitglied des Vorstands der Deutschen Telekom AG
- Martin Bangemann (1934–2022), Politiker
- Burckhard Bardili (1629–1692), Jurist, Professor
- Fritz Bauer (1903–1968), Mitinitiator der Frankfurter Auschwitz-Prozesse
- Jürgen Baumann (1922–2003), Rechtsgelehrter und FDP-Politiker
- Fritz Baur (1911–1992), Jurist und Professor
- Bernhard Beck (* 1954), Mitglied des Vorstands der EnBW AG
- Johannes Bell (1868–1949), Politiker und Jurist
- Axel Berg (* 1959), Politiker
- Christoph Besold (1577–1638), Jurist und Staatsgelehrter
- Josef Beyerle (1881–1963), Jurist und Politiker
- Frieder Birzele (1940–2023), Politiker
- Lorenz Bock (1883–1948), Jurist und Politiker
- Rudolf Böhmler (* 1946), Mitglied des Vorstands der Deutschen Bundesbank, Staatssekretär a. D.
- Eugen Bolz (1881–1945), Politiker
- Johann Viktor Bredt (1879–1940), Staatsrechtler und Politiker
- Fred Breinersdorfer (* 1946), Drehbuchautor, Filmproduzent und Rechtsanwalt
- Johann Christoph Friedrich Breyer (1749–1777), ab 1772 außerordentlicher, ab 1774 ordentlicher Professor der Rechte
- Siegfried Broß (* 1946), Rechtswissenschaftler
- Ewald Bucher (1914–1991), Politiker
- Oskar von Bülow (1837–1907), Rechtswissenschaftler
- Herta Däubler-Gmelin (* 1943), Juristin und Politikerin
- Richard Dewes (* 1948), Politiker
- Hans Dölle (1893–1980), Jurist und Hochschullehrer
- Alfred Dregger (1920–2002), Politiker
- Josef Hermann Dufhues (1908–1971), Politiker
- Charles Dumoulin (1500–1566), Jurist und Hochschullehrer
- Günter Dürig (1920–1996), Staatsrechtsprofessor
- Michael Eichberger (* 1953), Jurist
- Matthäus Enzlin (1556–1613), Jurist
- Walter Erbe (1909–1967), Politiker
- Josef Esser (1910–1999), Rechtswissenschaftler
- Klaus Esser (* 1947), Jurist und Manager
- Oskar Farny (1891–1983), Offizier, Manager in der Landwirtschaft und Politiker
- Frank Fechner (* 1958), Rechtswissenschaftler und Hochschullehrer (Prom. 1989, Habil. 1996, PD 1996–2000)
- Robert Fischer (1911–1983), Jurist
- Werner Flume (1908–2009), Rechtswissenschaftler und Professor für Römisches Recht, Bürgerliches Recht, Steuerrecht und Rechtsgeschichte
- Jürgen Fritz (* 1949), Politiker
- Hans-Joachim Fuchtel (* 1952), Politiker
- Wilhelm Ganzhorn (1818–1880), Jurist und Gerichtsaktuar
- Heinrich von Gauß (1858–1921), Oberbürgermeister von Stuttgart
- Heiner Geißler (1930–2017), Politiker
- Otto Geßler (1875–1955), Politiker
- Hans Gmelin (1911–1991), Jurist
- Carl Friedrich Goerdeler (1884–1945), Jurist, Politiker und Widerstandskämpfer gegen den Nationalsozialismus
- Gerhard Goll (* 1942), Jurist, Politiker und Wirtschaftsmanager
- Tanja Gönner (* 1969), Politikerin
- Hans Goudefroy (1900–1961), Jurist
- Adolf Gröber (1854–1919), Jurist und Politiker
- Ludwig Grosse (1907–1992), Wirtschaftsjurist und Träger des Bundesverdienstkreuzes
- Evelyn Haas (* 1949), Honorarprofessorin
- Volker Haas (* 1963), Rechtswissenschaftler
- Hansjörg Häfele (1932–2025), Politiker
- Hellmuth Hahn (1922–2018), Direktor der Landesversicherungsanstalt Württemberg, Ehrensenator
- Ulrich von Hassell (1881–1944), Kommunalpolitiker, Diplomat und Widerstandskämpfer
- Otto Haußleiter (1896–1982), Staatswissenschaftler und Verwaltungsbeamter
- Wolfgang Haußmann (1903–1989), Politiker
- Karl Heck (1896–1997), Richter
- Wolfgang Heine (1861–1944), Jurist und Politiker
- Hans Jochen Henke (* 1945), Politiker
- Jakob Henrichmann (≈1482–1561), Humanist, Jurist und Geistlicher
- Karl Ferdinand Theodor Hepp (1800–1851), Strafrechtler
- Georg Herwegh (1817–1875), sozialistisch-revolutionärer Dichter des Vormärz
- Roman Herzog (1934–2017), Honorarprofessor
- Otto Hirsch (1885–1941), Geschäftsführer der Reichsvertretung der Deutschen Juden
- Karl Christoph Hofacker (1749–1793), Rechtswissenschaftler und württembergischer Rat
- Johann Daniel Hoffmann (1740–1814), Rechtswissenschaftler, Professor und Geheimer Rat
- Gerhard Hofmann (1927–1987), Rechtsanwalt
- Ferdinand von Hohenzollern-Sigmaringen (1865–1927), König von Rumänien
- Karl Anton von Hohenzollern-Sigmaringen (1811–1885), regierender Fürst von Hohenzollern-Sigmaringen
- Christine Hohmann-Denhardt (* 1950), Juristin und Politikerin
- Stefan von Holtzbrinck (* 1963), Jurist und Verleger
- Dieter Hömig (1938–2016), Richter
- Karl Friedrich von Hufnagel (1788–1848), Rechtswissenschaftler und Politiker
- Philipp Jenninger (1932–2018), Politiker
- Hans-Peter Jugel (* 1964), Diplomat
- Siegfried Kasper (* 1940), Richter
- Dietrich Katzenstein (1923–2008), Richter
- Alfred von Kiderlen-Wächter (1852–1912), Diplomat
- Klaus Kinkel (1936–2019), Politiker und Jurist
- Ferdinand Kirchhof (* 1950), Jurist und Rechtswissenschaftler
- Claus Kleber (* 1955), Jurist, Journalist, Buchautor und Fernsehmoderator
- Arnulf Klett (1905–1974), Oberbürgermeister von Stuttgart
- Christian Reinhold Köstlin (1813–1856), Professor für Strafrecht
- Ulrich Köstlin (* 1952), Wirtschaftsjurist und Manager
- Volker Kröning (* 1945), Politiker
- Johann Jacob Lang (1801–1862), Rechtswissenschaftler, Professor des katholischen Kirchenrechts
- Christian Lange (* 1964), Politiker
- Helmut Lemke (1907–1990), Politiker
- August Lentze (1860–1945), Kommunalbeamter und Finanzminister
- Thomas Lobinger (* 1966), Rechtswissenschaftler
- Geert Mackenroth (* 1950), Jurist und Politiker
- Ernst Gottfried Mahrenholz (1929–2021), Verwaltungsjurist, Politiker, Minister und Rechtsanwalt
- Reinhold Maier (1889–1971), Politiker
- Julius Friedrich von Malblanc (1752–1828), Rechtswissenschaftler, mehrfacher Rektor der Universität
- Hermann von Mangoldt (1895–1953), Rechtswissenschaftler und Politiker
- Ernst Mäulen (1878–1948), Verwaltungsbeamter
- Ulrich Maurer (* 1948), Politiker
- Hermann Adolph Meinders (1665–1730), Jurist, Gerichtsschreiber und Historiker
- Rudolf Mellinghoff (* 1954), Rechtswissenschaftler
- Adolf Merckle (1934–2009), Unternehmer, Investor und Jurist
- Oswald Metzger (* 1954), Politiker und Publizist
- Hermann von Mittnacht (1825–1909), Jurist
- Gebhard Müller (1900–1990), Politiker
- Ulrich Müller (* 1944), Politiker
- Johannes Nauclerus (1425–1510), Gelehrter, Theologe, Rechtswissenschaftler und Historiker
- Karl Friedrich Nebenius (1784–1857), badischer Beamter, liberaler Staatsminister und Freimaurer
- Hans Neidhard (1899–?), Jurist
- Konstantin Freiherr von Neurath (1873–1956), Diplomat
- Günther Oettinger (* 1953), Politiker
- Helmut Ohnewald (1936–2018), Politiker
- Dietrich Oldenburg (* 1933), Jurist und Schriftsteller
- Guntram Palm (1931–2013), Jurist, Landeszentralbankpräsident und Politiker
- Friedrich von Payer (1847–1931), Politiker
- Anton Pfeifer (* 1937), Politiker
- Dietrich von Ploetz (1909–1944), Jurist und Kommunalpolitiker
- Felix Porsch (1853–1930), Jurist und Politiker
- Martin Prenninger (≈1450–1501), Humanist und Rechtsgelehrter
- Ludwig Raiser (1904–1980), Professor für Bürgerliches, Handels- und Wirtschaftsrecht
- Edmund Rau (1868–1953), Jurist
- Kurt Rebmann (1924–2005), Jurist
- Viktor Renner (1899–1969), Jurist und Politiker
- Manfred Rommel (1928–2013), Politiker
- Bernhard Ruetz (1950–2008), Richter
- Franz Ruisinger (1906–2007), Jurist
- Ernst Gustav von Rümelin (1785–1850), Oberamtmann und Landtagsabgeordneter
- Otfried Sander (1919–1990), Richter und Politiker (FDP), Honorarprofessor
- Carl Sartorius (1865–1945), Jurist
- Albert Sauer (1902–1981), Politiker, Ehrensenator Uni Tübingen (1960)
- Alfred Sauter (* 1950), Politiker
- Hugo Schäffer (1875–1945), Jurist und Politiker
- Hermann Schaufler (1947–2022), Politiker
- Wolfgang Schieren (1927–1996), Versicherungsmanager
- Dietmar Schlee (1938–2002), Politiker
- Hartwig Schlegelberger (1913–1997), Politiker
- Rüdiger Schleicher (1895–1945), Jurist, Pionier des Luftrechtes und Widerstandskämpfer gegen den Nationalsozialismus
- Albrecht Schmidt (* 1938), Jurist und Bankmanager
- Carlo Schmid (1896–1979), Politiker und Staatsrechtler
- Nils Schmid (* 1973), Politiker
- Heinrich Schönfelder (1902–1944), Jurist, Herausgeber und Autor
- Eduard von Schrader (1779–1860), Rechtswissenschaftler, Professor, Obertribunalrat und Ehrensenator
- Henning Schulte-Noelle (* 1942), Manager
- Wolfgang Schuster (* 1949), Stuttgarter Oberbürgermeister
- Matthias Seeger (* 1955), Jurist
- Heinrich von Sick (1822–1881), Oberbürgermeister von Stuttgart
- Willy Spannowsky (* 1958), Jurist, Professor an der TU Kaiserslautern und Richter am Oberlandesgericht
- Hermann Sprecher von Bernegg, Schweizer Jurist und Politiker
- Regine Stachelhaus (* 1955), Juristin
- Berthold Schenk Graf von Stauffenberg (1905–1944), Jurist und Widerstandskämpfer gegen das NS-Regime
- Georg Ludwig Stecher (1760–1826), Bürgermeister von Biberach an der Riß
- Adolf Theis (1933–2013), von 1972 bis 1995 Präsident der Universität Tübingen
- Ludwig Uhland (1787–1862), Dichter, Literaturwissenschaftler, Jurist und Politiker
- Nikolaus Varnbüler (1519–1604), Rechtswissenschaftler, Diplomat und Professor
- Kristiane Weber-Hassemer (* 1939), Richterin
- Karl von Weizsäcker (1853–1926), Politiker
- Corinna Werwigk-Hertneck (1952–2023), Politikerin
- Ruth Wetzel-Steinwedel (* 1948), Juristin
- Eberhard Wildermuth (1890–1952), Politiker
- Matthias Wissmann (* 1949), Lobbyist und Politiker
- Albrecht Herzog von Württemberg (1865–1939), ältester Sohn Herzog Philipps I. von Württemberg
- Karl I. (1823–1891), dritter König von Württemberg
- Wilhelm II. (1848–1921), vierter und letzter König von Württemberg
- Joachim Zahn (1914–2002), Industriejurist

## Wirtschaftswissenschaft
- Ernst Albrecht (1930–2014), Politiker
- Walter Eucken (1891–1950), Ökonom
- Filmon Ghirmai (* 1979), Leichtathlet
- Helmut Haussmann (* 1943), Politiker
- Rudolf Hickel (* 1942), Wirtschaftswissenschaftler
- Josefine Koebe (* 1988), Politikerin (SPD) und Ökonomin
- Horst Köhler (1943–2025), Bundespräsident, Honorarprofessor seit 2003, Ehrensenator 2011
- Carl Linder (1899–1988), Bankier
- Friedrich List (1789–1846), Professor
- Balduin Penndorf (1873–1941), Wirtschaftswissenschafter und Handelsschullehrer
- Dieter Pohmer (1925–2013), Professor für Volkswirtschaftslehre, insbesondere Finanzwissenschaft
- Wilhelm Rall (* 1946), Honorarprofessor seit 2003
- Gustav von Rümelin (1815–1889), Professor für Statistik, vergleichende Staatswissenschaften und Philosophie 1867–1889
- Rudolf Schwarz (1904–1963), Schriftsteller und Parapsychologe
- Jürgen Stark (* 1948), EZB-Chefvolkswirt, Honorarprofessor seit 2005
- Joachim Starbatty (* 1940), Ökonom des Ordoliberalismus, Politiker
- Lutz Stavenhagen (1940–1992), Politiker
- Klaus Töpfer (1938–2024), Politiker, Honorarprofessor ab 2005
- Walter Troeltsch (1866–1933), Nationalökonom
- Eckhard Wandel (* 1942), Wirtschafts- und Sozialhistoriker, Unternehmer, Manager und Unternehmensberater
- Martin Biewen, Hochschullehrer für Statistik, Ökonometrie und Quantitative Methoden

## Soziologie
- Ralf Dahrendorf (1929–2009), Soziologe, Politiker und Publizist
- Regine Gildemeister (* 1949), Soziologin
- Christian Kühn (* 1979), Politiker, Parlamentarischer Staatssekretär im Bundesministerium für Umwelt, Naturschutz, nukleare Sicherheit und Verbraucherschutz
- Michael Nagel (* 1970), Wirtschafts- und Sozialwissenschaftler sowie Hochschullehrer

## Medizin
- Wilhelm Adam (1921–1991), Hautarzt und Lehrstuhlinhaber (Dermatologie II)
- Alois Alzheimer (1864–1915), Psychiater und Neuropathologe
- Johann Heinrich Ferdinand Autenrieth (1772–1835), Mediziner
- Erwin Bälz (1849–1913), Internist, Tropenmediziner und Anthropologe
- Carl Bardili (1600–1647), Mediziner, Professor, Leibarzt des Herzogs von Württemberg
- Theodor Bilharz (1825–1862), Mediziner, Arzt und Naturwissenschaftler
- Günter Blobel (1936–2018), Biochemiker
- Hans Erhard Bock (1903–2004), Internist und Hochschullehrer
- Richard Böhmig (1898–1972), Mediziner und Hochschullehrer
- Heinrich von Breslau (1784–1851), Pharmakologe, Leibarzt des Königs von Bayern und Geheimrat
- Korbinian Brodmann (1868–1918), Neuroanatom und Psychiater
- Dietrich Falke (* 1927), Facharzt für Medizinische Mikrobiologie und Infektiologie
- Arne Gabius (* 1981), Mittel- und Langstreckenläufer
- Detlev Ganten (* 1941), Facharzt für Pharmakologie und Klinische Pharmakologie
- Robert Eugen Gaupp (1870–1953), Psychiater und Neurologe
- Wilhelm Griesinger (1817–1868), Internist, Psychiater und Neurologe
- Sebald Hauenreuter (1508–1589), Philosoph, Mediziner und Hochschullehrer
- Martin Heidenhain (1864–1949), Anatom
- Johann Ferdinand Heyfelder (1798–1869), Medizinstudent, später Chirurg
- Walter Frommhold (1921–2010), ab 1968 ordentlicher Professor für Medizinische Strahlenkunde
- Ekkehard Kallee (1922–2012), Universitätsprofessor und Nuklearmediziner
- Justinus Kerner (1786–1862), Arzt, medizinischer Schriftsteller und Dichter
- Martin Kirschner (1879–1942), Chirurg und Hochschullehrer
- Reinhold Köhler (1825–1873), Mediziner und Direktor der Poliklinik
- Ernst Kretschmer (1888–1964), Psychiater
- Hubert von Luschka (1820–1875), Anatom
- Hans Joachim Mallach (1924–2001), Gerichtsmediziner
- Christian Ludwig Mögling (1715–1762), Professor der Medizin
- Albrecht Nagel (1833–1895), Augenarzt, Direktor der Universitäts-Augenklinik
- Paul Pulewka (1896–1989), Direktor des Instituts für Toxikologie
- Leopold Sokrates von Riecke (1790–1876), Professor der Chirurgie und Geburtshilfe
- Hans-Konrad Selbmann (* 1941), Medizin-Informatiker und emeritierter Hochschullehrer
- Alfred Storch (1888–1962), Psychiater
- Eugen Wannenmacher (1897–1974), Hochschullehrer sowie SS-Sturmbannführer in der Dienststelle des Reichsarztes SS
- Ernst Weinmann (1907–1947), SS-Obersturmbannführer und verurteilter Kriegsverbrecher
- Hans-Joachim Mittmeyer (* 1940), Professor für Gerichtliche Medizin und Verkehrsmedizin
- Heinz Weichardt (* 1915), Hygieniker und ordentlicher Professor für Arbeitsmedizin
- Erich Wintermantel (1956–2022), Arzt und Ingenieur

## Klassische Philologie
- Heinrich Bebel (1472 oder 1473–1518), Dichter
- Martin Crusius  (1526–1607), Altphilologe und Historiker
- Hans Flach (1845–1895), klassischer Philologe
- Gottlieb Friedrich Jäger (1783–1843), evangelischer Geistlicher, Theologe und Hochschullehrer
- Walter Jens (1923–2013), Altphilologe, Literaturhistoriker, Schriftsteller, Kritiker und Übersetzer
- Ioannis Kakridis (1901–1992), klassischer Philologe
- Philipp Melanchthon (1497–1560), Altphilologe, Philosoph, Humanist, lutherischer Theologe, Lehrbuchautor und neulateinischer Dichter
- Wolfgang Schadewaldt (1900–1974), Literaturwissenschaftler, Altphilologe und Übersetzer
- Margarete Sorg-Rose, Komponistin, Dirigentin, Autorin
- Erwin Rohde (1845–1898), Altphilologe
- Jens Holzhausen (* 1963), klassischer Philologe

## Bioinformatik
- Sebastian Nerz (* 1983), Politiker

## Allgemeine Rhetorik
- Georg Burckhardt (1539–1607), Philosoph und Professor der Logik und Rhetorik
- Helga Gallas (* 1940), Germanistin, Publizistin und Literaturwissenschaftlerin
- Walter Jens (1923–2013), Altphilologe, Literaturhistoriker, Schriftsteller, Kritiker und Übersetzer
- Gert Ueding (* 1942), Germanist und Hochschullehrer
- Joachim Knape (* 1950), Literaturwissenschaftler

## Geographie
- Hermann Grees (1925–2009), Geograph, Siedlungsforscher, Landeskundler
- Elmar Kuhn (* 1944), Heimatforscher
- Rainer Rothfuß (* 1971), Politiker

## Germanistik
- Friedrich Beißner (1905–1977), Herausgeber von Hölderlins Werken
- Jakob Bleyer (1874–1933), ungarischer Minister für nationale Minderheiten sowie Ehrensenator und Ehrendoktor der Universität Tübingen
- Erhard Eppler (1926–2019), deutscher Politiker (SPD)
- Eugen Gerstenmaier (1906–1986), Mitglied des Kreisauer Kreises und Bundestagspräsident
- Regina Gottschalk (* 1940), Gewinnerin des Wolf-Erich-Kellner-Preis
- Joachim Kaiser (1928–2017), Musikkritiker
- Hellmuth Karasek (1934–2015), Literaturkritiker
- Adelbert von Keller (1812–1883), Übersetzer und Herausgeber
- Fritz Kuhn (* 1955), Politiker
- Hans Mommsen (1930–2015), Historiker
- Thomas Oppermann (1954–2020), ehemaliger stellvertretender Bundestagspräsident
- Marcel Reich-Ranicki (1920–2013), Autor und Publizist
- Ulrich Tukur (* 1957), Schauspieler und Musiker
- Ludwig Uhland (1787–1862), Dichter, Literaturwissenschaftler, Jurist und Politiker
- Siegfried Unseld (1924–2002), Verleger
- Martin Walser (1927–2023), Schriftsteller
- Christoph Martin Wieland (1733–1813), Dichter und Übersetzer
- Bernhard Zeller (1919–2008), Gründungsdirektor des Deutschen Literaturarchivs Marbach
- Benjamin Piel (* 1984), Journalist und Träger des Theodor-Wolff-Preises

## Geschichte und Altertumswissenschaften
- Kurt Bittel (1907–1991), Professor für Vor- und Frühgeschichte, Ausgräber von Hattuscha
- Karl Dietrich Bracher (1922–2016), Politikwissenschaftler und Historiker
- Martin Doerry (* 1955), Journalist und Autor
- Walter Döring (* 1954), Politiker
- Horst Fuhrmann (1926–2011), Professor für Mittlere und Neuere Geschichte 1962–1971, Pour le Mérite
- Werner Gauer (* 1937), Professor für klassische Archäologie
- Marija Gimbutas (1921–1994), Prähistorikerin und Anthropologin
- Joachim Hahn (1942–1997), Prähistoriker
- Carl Friedrich Haug (1795–1869), evangelisch lutherischer Theologe und Historiker
- Eberhard Jäckel (1929–2017), Historiker
- Kurt Georg Kiesinger (1904–1988), Bundeskanzler 1966–1969
- Wolfgang Kimmig (1910–2001), Professor für Vor- und Frühgeschichte
- Christina Klausmann (1957–2008), Historikerin, Publizistin und Kuratorin
- Manfred Korfmann (1942–2005), Professor für Vor- und Frühgeschichte, Ausgräber in Troia
- Christoph Jakob Kremer (1722–1777), kurpfälzischer Historiker und Jurist in Mannheim
- Günther Krahe (1928–2021), Landeskonservator
- Elmar Kuhn (* 1944), Heimatforscher
- Hansjürgen Müller-Beck (1927–2018), Professor für Urgeschichte
- Sten Nadolny (* 1942), Schriftsteller
- Eberhard Naujoks (1915–1996), Historiker und Hochschullehrer
- Hans Rothfels (1891–1976), Historiker
- Kurt Sethe (1869–1934), Ägyptologe
- Robert Rudolf Schmidt (1882–1950), Prähistoriker und Archäologe
- Barbara Scholkmann (* 1941), Professor für Archäologie des Mittelalters
- Albert Schwegler (1819–1857), Theologe, Philosoph und Historiker
- Theo Sommer (1930–2022), Journalist
- Hans Speidel (1897–1984), General, Lehrbeauftragter für Neuere Geschichte
- Philipp W. Stockhammer (* 1977), Prähistoriker, Archäologe und Hochschullehrer
- Johannes Straub (1912–1996), Althistoriker
- Thekla Walker (* 1969), Politikerin
- Heinrich August Winkler (* 1938), Historiker
- Harald Zimmermann (1926–2020), Historiker
- Wilhelm Zimmermann (1807–1878), protestantischer Theologe, Dichter, Historiker

## Kunst/Philosophie
- Leonhard Ableiter (1844–1921), Gymnasiallehrer, Philologe und Präsident der Ministerialabteilung für die höheren Schulen
- Gabriel Biel (vor 1410 – 1495), scholastischer Philosoph
- Stefanie Bielmeier (* 1954), Schriftstellerin und Kunsthistorikerin
- Ernst Bloch (1885–1977), Philosoph
- Georg Dehio (1850–1932), Kunsthistoriker
- Eve-Marie Engels (* 1951), Philosophin und Wissenschaftshistorikerin
- Hanno Hahn (1922–1960), Kunsthistoriker und Architekturforscher
- Otfried Höffe (* 1943), Philosoph
- Hans Holländer (1932–2017), Kunsthistoriker
- Wolfgang Kermer (* 1935), Kunsthistoriker, Kunstpädagoge, Autor, Herausgeber, Hochschullehrer und -rektor
- Kevin Kuhn (* 1981), Autor
- Karl Reinhold von Köstlin (1819–1894), Professor für Kunstgeschichte und Ästhetik
- Julian Nida-Rümelin (* 1954), Philosoph
- Jakob Friedrich Reiff (1810–1879), Philosoph
- Johannes Reuchlin (1455–1522), Philosoph, Humanist, Jurist und Diplomat
- Johann Eberhard Rösler (1668–1733), Philosoph, Bibliothekar und Pädagogiarch
- Friedrich Wilhelm Joseph von Schelling (1775–1854), Philosoph und Anthropologe
- Burghart Schmidt (1942–2022), Philosoph
- Helmut Schoeck (1922–1993), Soziologe und Publizist
- Andreas Heinrich Schott (1758–1831), Philosoph, Bibliothekar und Pädagogiarch
- Walter Schulz (1912–2000), Philosoph
- Gustav Schwab (1792–1850), Pfarrer, Gymnasialprofessor und Schriftsteller
- Ernst Seidl (* 1961), Kunsthistoriker
- Fridolin Stier (1902–1981), katholischer Theologe
- Dieter Stolte (1934–2023), Journalist und Fernsehmanager
- Michel Tournier (1924–2016), Schriftsteller

## Musikwissenschaft
- Georg von Dadelsen (1918–2007), deutscher Bachforscher
- Walther Dürr (1932–2018), Schubert-Forscher, Editionsleiter der Neuen Schubert-Ausgabe
- Arnold Feil (1925–2019), Musikhistoriker, Gründer der Internationalen Franz-Schubert-Gesellschaft
- Walter Gerstenberg (1904–1988), Musikwissenschaftler
- Martin Karl Hasse (1883–1960), Komponist und Musikschriftsteller
- Thomas Kohlhase (* 1941), Musikwissenschaftler
- Thomas Schipperges (* 1959), Musikwissenschaftler und Hochschullehrer
- Ernst Fritz Schmid (1904–1960), Musikwissenschaftler und Mozartexperte
- Manfred Hermann Schmid (1947–2021), Mozart- und Beethoven-Forschung, Musiknotation
- Margarete Sorg-Rose (* 1960), Komponistin, Dirigentin, Autorin, Musikwissenschaftlerin
- Andreas Traub (* 1949), Musikwissenschaftler und Hochschullehrer
- Fritz Volbach (1861–1940), Dirigent, Komponist und Musikwissenschaftler

## Pädagogik
- Otto Friedrich Bollnow (1903–1991), Philosoph und Pädagoge
- Andreas Flitner (1922–2016), Professor für Pädagogik
- Oswald Kroh (1887–1955), Pädagoge und Psychologe
- Rudolf Sauter (1925–2013), Pädagoge, Philologe, Mundartdichter und Hochschullehrer
- Eduard Spranger (1882–1963), Philosoph, Pädagoge und Psychologe
- Hans Thiersch (* 1935), Professor
- Arne Ulbricht (* 1972), Schriftsteller und Lehrer

## Psychologie
- Rudolf Bergius (1914–2004), Sozialpsychologe
- Niels Birbaumer (* 1945), Hirnforscher, Klinischer Psychologe, erforschte Mechanismen des Biofeedback an der Schnittstelle zur Medizin
- Martin Hautzinger (* 1950), Klinischer Psychologe
- Gerhard Kaminski (* 1925), Psychologe aus dem Bereich der Allgemeinen Psychologie
- Dirk Revenstorf (* 1939), Psychologe für Psychotherapie und Intervention

## Politikwissenschaft
Bis zum Ende des 19. Jahrhunderts wurde die Staats- und Politikwissenschaft als „Regiminalwissenschaft“ bezeichnet.
- Klaus von Beyme (1934–2021), Politikwissenschaftler
- Theodor Eschenburg (1904–1999), Ordinarius für Politikwissenschaft
- Theophil Friedrich von Hack (1843–1911), Oberbürgermeister von Stuttgart
- Andreas Hasenclever (* 1962), Professor für Friedensforschung und Internationale Politik
- Timm Kern (* 1972), Politiker
- Ulrich Kienzle (1936–2020), Journalist, Publizist und Nahostexperte
- Elmar Kuhn (* 1944), Heimatforscher
- Christian Kühn (* 1979), Politiker, Parlamentarischer Staatssekretär im Bundesministerium für Umwelt, Naturschutz, nukleare Sicherheit und Verbraucherschutz
- Christoph Palmer (* 1962), Unternehmensberater
- Ernst Pfister (1947–2022), Politiker
- Hans Bernhard Graf von Schweinitz (1926–2008), Ministerialbeamter, Politiker und Schriftsteller
- Jörg-Otto Spiller (* 1942), Politiker
- Rolf Thieringer (1927–2022), Politiker
- Annette Widmann-Mauz (* 1966), Politikerin
- Hans-Georg Wehling (1938–2021), Politikwissenschaftler

## Romanistik
- Eugenio Coseriu (1921–2002), Romanist und Allgemeiner Sprachwissenschaftler
- Hans-Martin Gauger (1935–2024), Romanist und Sprachwissenschaftler
- Wido Hempel (1930–2006), Romanist
- Johannes Kabatek (* 1965), Romanist
- Peter Koch (1951–2014), Linguist, Romanist, Französist, Italianist und Mediävist
- Maren Kroymann (* 1949), Schauspielerin, Kabarettistin, Sängerin
- Andreas Schockenhoff (1957–2014), Politiker
- Rita Süssmuth (* 1937), Politikerin

## Slavistik
- Ludolf Müller (1917–2009), Slawist und Literaturwissenschaftler

## Staatswissenschaft
- Carl Christian Knaus (1801–1844), Kameralist und Agrarwissenschaftler, Student und Professor
- Gustav Kolb (1798–1865), Publizist der Allgemeinen Zeitung
- Richard Stegemann (1856–1925), Ökonom und Handelskammer-Sekretär. Verfasste erste Promotion 1885 über Karl Marx’ Das Kapital
- Robert Tillmanns (1896–1955), Politiker

## Naturwissenschaften, Mathematik
- Lothar Binding (* 1950), Mitglied des Bundestags (1998–2021)
- Günter Blobel (1936–2018), Biologe, Nobelpreis in Physiologie oder Medizin 1999
- Michael Blos (* 1976), Mitglied des Bundestages (seit 2025)
- Valentin Braitenberg (1926–2011), Hirnforscher und Kybernetiker
- Karl Ferdinand Braun (1850–1918), Physiker, Nobelpreis in Physik 1909
- Werner Braunbek (1901–1977), Professor für theoretische Physik
- Eduard Buchner (1860–1917), Chemiker, Nobelpreis in Chemie 1907
- Erwin Bünning (1906–1990), Professor für Botanik
- Adolf Butenandt (1903–1995), Biochemiker, Nobelpreis in Chemie 1939
- Rudolph Jacob Camerarius (1665–1721), Professor für Botanik
- Rolf Claessen (* 1972), Patentanwalt
- Carl Correns (1864–1933), Privatdozent für Botanik
- Hans Dachs (1927–2011), ordentlicher Professor für Festkörperphysik
- Theodor Eimer (1843–1898), Professor der Zoologie und vergleichenden Anatomie
- Samuel Eisenmenger, genannt Siderocrates (1534–1585), Mathematik
- Matthias Ettrich (* 1972), Informatiker, Initiator des KDE-Projekts
- Wolfgang Feist (* 1954), Physiker
- Leonhart Fuchs (1501–1566), Botaniker
- Hans Geiger (1882–1945), Physiker
- Walther Gerlach (1889–1979), Professor der Physik
- Johann Friedrich Gmelin (1748–1804), Botaniker, Professor für Medizin
- Johann Georg Gmelin (1709–1755), Professor für Botanik
- Leopold Gmelin (1788–1853), Chemiker
- Philipp Friedrich Gmelin (1721–1768), Professor für Botanik
- Andreas Goldmayer (1602–1665), Mathematiker, Astronom und Kalendermacher, stud.
- Robert Gradmann (1865–1950), Botaniker
- Günther Graup (1940–2006), Geologe und Impaktforscher
- Gregor Hagedorn (* 1965), Botaniker
- Jürgen Hambrecht (* 1946), Vorstandsvorsitzender der BASF
- Edwin Hennig (1882–1977), Professor für Geologie und Paläontologie
- Ingmar Hoerr (* 1968), Biologe und Gründer von CureVac
- Johann Daniel Hofacker (1788–1828), Tierarzt
- Wilhelm Hofmeister (1824–1877), Professor für Botanik
- Peter Hans Hofschneider (1929–2004), Pionier der deutschen Molekularbiologie
- Walter Hückel (1895–1973), Professor und Direktor des Pharmazeutisch-chemischen Instituts
- Karl Hummel (1902–1987), Professor für Pharmakognosie
- Johann Christian Hundeshagen (1783–1834), Professor für Forstwissenschaften
- Claus Jönsson (1930–2024), Professor der Physik, Entdecker der Interferenz von Elektronen am Doppelspalt
- Johannes Kepler (1571–1630), Astronom
- Karl Friedrich Kielmeyer (1765–1844), Professor für Botanik
- Christof Koch (* 1956), Neurowissenschaftler
- Joseph Gottlieb Kölreuter (1733–1806), Botaniker
- Walther Kossel (1888–1956), Professor der Physik
- Erwin Kulzer (1928–2014), Professor für Zoologie
- Ernst Lehmann (1880–1957), Professor für Botanik
- Maria Gräfin von Linden-Aspermont (1869–1936), die erste Studentin Tübingens und Württembergs
- Karl Mägdefrau (1907–1999), Professor für Botanik
- Wolfgang Maier (* 1942), Professor für Zoologie
- Michael Mästlin (1550–1631), Astronom
- Lothar Meyer (1830–1895), Chemiker
- Hartmut Michel (* 1948), Chemiker, Nobelpreis in Chemie 1988
- Hugo von Mohl (1805–1872), Professor für Botanik
- Hans Mohr (1930–2016), Biologe
- Eugen Müller (1905–1976), Professor für angewandte Chemie
- Christiane Nüsslein-Volhard (* 1942), Biologin, Nobelpreis in Physiologie oder Medizin 1995
- Boris Palmer (* 1972), Politiker (Bündnis 90/Die Grünen)
- Friedrich Paschen (1865–1947), Professor für Experimental-Physik 1901 bis 1924
- Wilhelm Pfeffer (1845–1920), Professor für Botanik
- Friedrich August von Quenstedt (1809–1889), Professor für Geologie und Mineralogie, Paläontologen Friedrich August von Quenstedt im Ornat als Rektor der Eberhard-Karls-Universität Tübingen

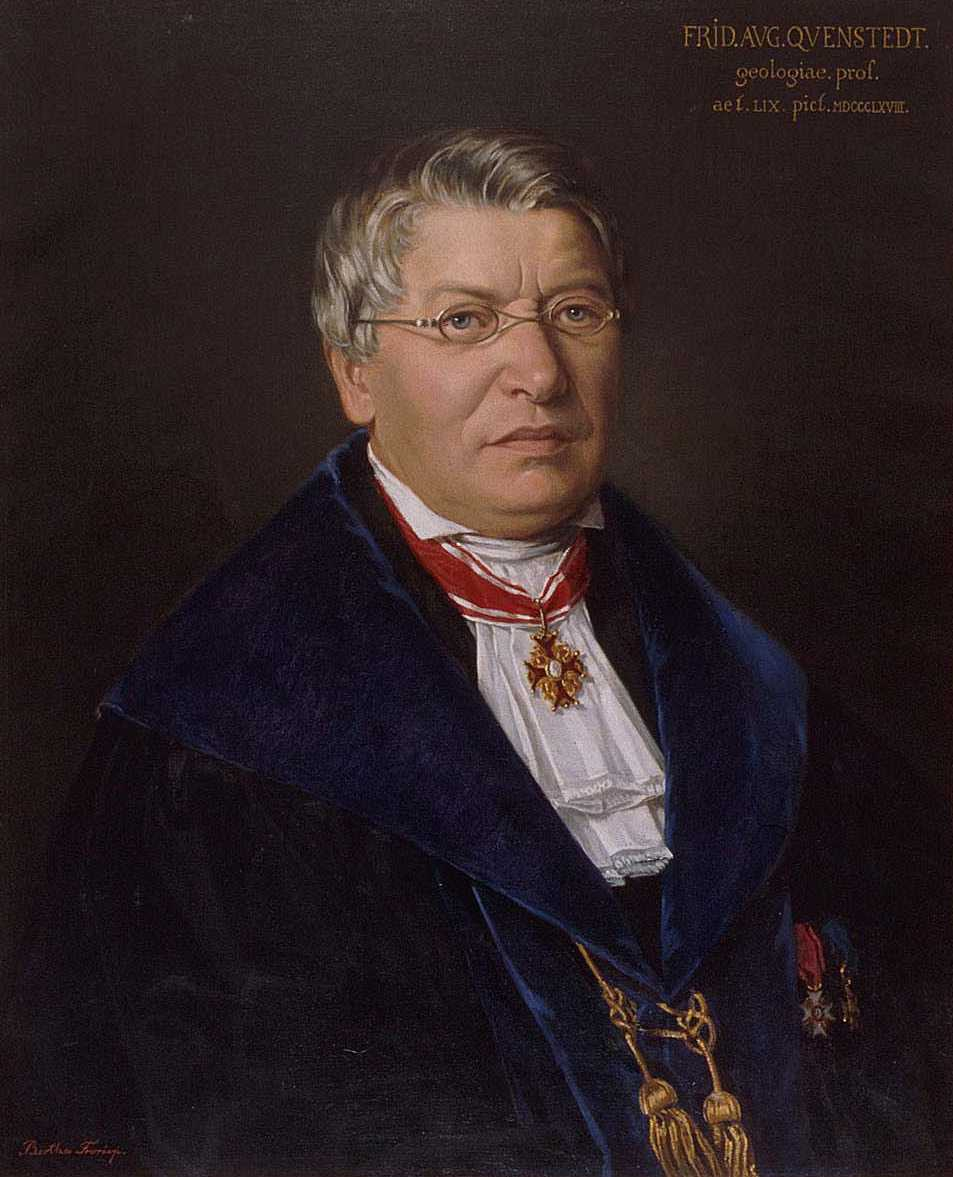
Friedrich August von Quenstedt im Ornat als Rektor der Eberhard-Karls-Universität Tübingen

- William Ramsay (1852–1916), Chemiker, Nobelpreis in Chemie 1904
- Friedrich Rose (1839–1925), Chemiker
- Otto E. Rössler (* 1940), Chaosforscher
- Hans Rotta (1921–2008), Verleger, Herausgeber, Redakteur und Biologe
- Hanns Ruder (1939–2015), Professor für Theoretische Astrophysik
- Wilhelm Ruhland (1878–1960), Professor für Botanik
- Bert Sakmann (* 1942), Nobelpreis in Physiologie oder Medizin 1991
- Klaus Sander (1929–2015), Biologe
- Wilhelm Schickard (1592–1635), Professor für biblische Sprachen, Astronomie, Mathematik und Vermessungswesen; Erbauer der ersten Rechenmaschine
- Konrad Schily (* 1937), Mitglied des Bundestags (2005–2009) und Gründungspräsident der Universität Witten/Herdecke
- Bernhard Schölkopf (* 1968), Mathematiker
- Hermann Schreiber (1932–2023), Physiker an der Universität Hohenheim
- Heinrich Friedrich Siedentopf (1906–1963), Astronom
- Michael Steiner (1943–2022), Physiker
- Wolfgang Straßer (1941–2015), Professor für Informatik (Computergraphik); Mitbegründer des Wilhelm-Schickard-Instituts
- Johannes Stöffler (1452–1531), Astronom
- Dieter Vogellehner (1937–2002), Botanik
- Hermann von Vöchting (1847–1917), Professor der Botanik
- Georg Wagner (1885–1972), Professor für Angewandte Geologie
- Detlef Weigel (* 1961), deutsch-amerikanischer Biologe
- Otti Wilmanns (1928–2023), Biologin
- Wilhelm Wislicenius (1861–1922), Professor der Chemie
- Georg Wittig (1897–1987), Chemiker, Nobelpreis in Chemie 1979
- Walter Zimmermann (1892–1980), Professor für Botanik

## Sportwissenschaft
- Ommo Grupe (1930–2015), Sportwissenschaftler
- Michael Nagel (* 1970), Wirtschafts- und Sozialwissenschaftler sowie Hochschullehrer
- Tobias Unger (* 1979), Leichtathlet
- Saban Uzun (* 1987), Fußballtrainer
- Veit Wank (* 1963), Sportwissenschaftler

## Erziehungswissenschaften
- Hedwig Ortmann (* 1937), Bildungs- und Erziehungswissenschaftlerin und Hochschullehrerin